# Pepłowo (Płock)
Pour les articles homonymes, voir Pepłowo.
Pepłowo (prononciation : [pɛˈpwɔvɔ]) est un village polonais de la gmina de Bodzanów dans le powiat de Płock de la voïvodie de Mazovie dans le centre-est de la Pologne.
Il se situe à environ 6 kilomètres à l'ouest de Bodzanów (siège de la gmina), 18 kilomètres à l'est de Płock (siège du powiat) et à 79 kilomètres au nord-ouest de Varsovie (capitale de la Pologne).

## Histoire
De 1975 à 1998, le village appartenait administrativement à la voïvodie de Płock.